# هامار (شهر)
هامار (به لاتین: Hamar) یک منطقهٔ مسکونی در نروژ است که در هامار واقع شده‌است. هامار ۳۵۰٫۹۴ کیلومتر مربع مساحت و ۳۰٬۵۹۸ نفر جمعیت دارد و ۱۵۰ متر بالاتر از سطح دریا واقع شده‌است.

## نگارخانه

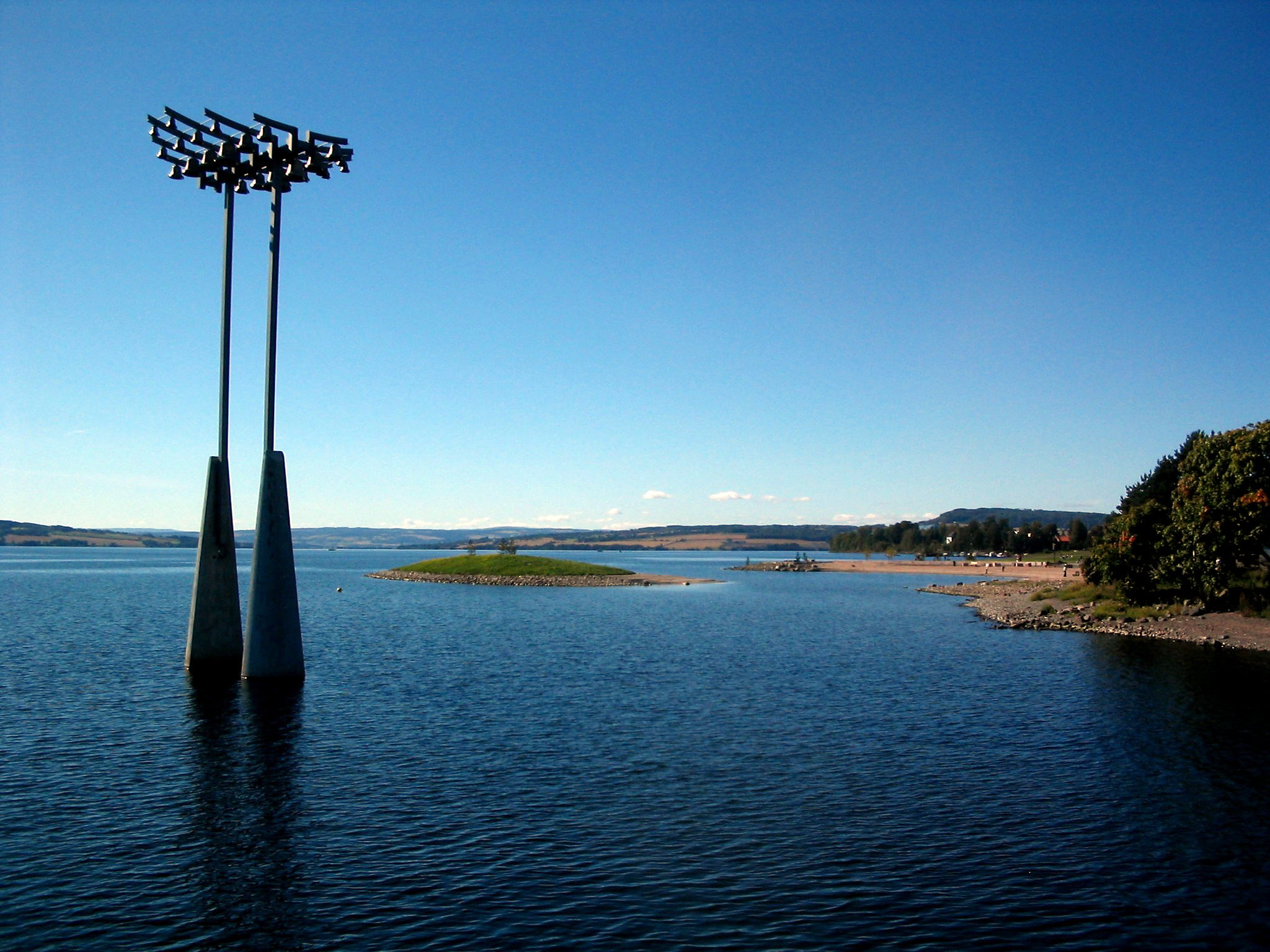
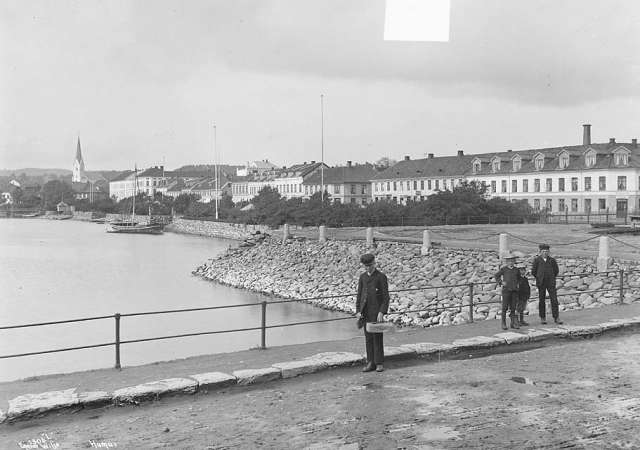